# Boussy-Saint-Antoine
Boussy-Saint-Antoine är en kommun i departementet Essonne i regionen Île-de-France i norra Frankrike. Kommunen ligger i kantonen Épinay-sous-Sénart som tillhör arrondissementet Évry. År 2022 hade Boussy-Saint-Antoine 7 986 invånare.

## Befolkningsutveckling
Antalet invånare i kommunen Boussy-Saint-Antoine
| Referens: INSEE |